# Peter Berglar
Peter Berglar (auch Hans-Peter Breda Berglar-Schröer; * 8. Februar 1919 in Kassel; † 10. November 1989 in Köln) war ein deutscher Arzt und Historiker.

## Leben
Peter Berglar war der Sohn des Journalisten und Schriftstellers Paul Berglar (auch Paul Heinrich Berglar-Schröer) und seiner Ehefrau Gertrud Berglar, geborene Müller. Nach dem Abitur 1937 am humanistischen Ludwig-Georgs-Gymnasium in Darmstadt studierte Berglar ab 1939 Medizin an der Humboldt-Universität zu Berlin. 1944 wurde er an der Frankfurter Goethe-Universität zum Dr. med. promoviert. Er war von 1937 bis 1946 Wehrmachtsangehöriger und während des Zweiten Weltkrieges als Sanitätsoffizier, auch in Frontlazaretten, eingesetzt. 1945 geriet er in Italien in amerikanische Kriegsgefangenschaft. 
Bereits als Kriegsgefangener begann Berglar zu schreiben. Nach der Rückkehr 1946 war er drei Jahre Redakteur bei den Frankfurter Heften, die damals von Walter Dirks und Eugen Kogon herausgegeben wurden. Zudem engagierte er sich als Lektor im Verlag Josef Knecht-Carolusdruckerei, und er war im naturwissenschaftlichen Lektorat des Herder Verlages tätig. Von 1949 bis 1950 war er Mitherausgeber der Monatszeitschrift „Die Aussprache“ (Mainz). In dieser Zeit veröffentlichte Berglar Gedichte, Aufsätze, Erzählungen und Rezensionen.
Von 1953 bis 1966 arbeitete Berglar als niedergelassener Internist in Köln, gleichwohl setzte er seine Veröffentlichungen fort.
Im Jahre 1966 begann Berglar ein Studium der Geschichte (unter anderem bei Theodor Schieder), der Germanistik und der Ibero-Lateinamerikanischen Geschichte. 1969 wurde er an der Universität zu Köln mit einer Dissertation über Walther Rathenau. Seine Zeit, sein Werk, seine Persönlichkeit zum Dr. phil. promoviert. Die Schrift wurde 1970 in Bremen veröffentlicht. Nach seiner Habilitation 1970 wurde Berglar 1971 außerplanmäßiger Professor für Mittlere und Neuere Geschichte an der Universität zu Köln.
Peter Berglar war verheiratet mit Vera Zerelda, geborene Merck, (1927–2014).
Der Ehe entstammen vier Kinder. Sein Grab befindet sich auf dem Kölner Melaten-Friedhof.

## Wirken
Peter Berglar wurde als Schriftsteller und Publizist bekannt, aber auch mit vielen Rezensionen und Beiträge in Zeitschriften und Zeitungen. Er veröffentlichte zahlreiche belletristische Werke, Essays und Aufsätze in wissenschaftlichen Zeitschriften sowie Biographien, u. a. erschienen bei rowohlts monographien die Bände «Annette von Droste-Hülshoff» (1967), «Matthias Claudius» (1972) und «Maria Theresia» (1980). Berglar führte eine vertiefte Korrespondenz mit den Historikern Carl Jacob Burckhardt und Golo Mann zur Tagespolitik und den gesellschaftlichen Problemen der jungen Bundesrepublik.
Er engagierte sich für zahlreiche Sozialprojekte im Heiligen Land und war Mitglied im Deutschen Verein vom Heiligen Lande. 1980 wurde Berglar von Kardinal-Großmeister Maximilien de Fürstenberg zum Ritter des Ritterordens vom Heiligen Grab zu Jerusalem ernannt und am 10. Mai 1980 durch Franz Hengsbach, Großprior des Ordens, im St.-Paulus-Dom in Münster investiert. Er war zuletzt Offizier des Päpstlichen Laienordens.
Berglar war ein Vertreter eines christlichen Konservatismus und konvertierte erst 1942 infolge seiner Kriegserlebnisse zum römisch-katholischen Glauben. Er gehörte zu den ersten deutschen Mitgliedern der katholischen Laienorganisation Opus Dei. Er hatte seit 1974 Kontakt mit Opus Dei und veröffentlichte 1983 eine Biographie des 2002 heiliggesprochenen Gründers Josemaría Escrivá, den er aber persönlich nie getroffen hatte.
Für seine Biographie über Thomas Morus wurde er von Papst Johannes Paul II. mit der Ritterwürde des Orden des heiligen Gregor des Großen geehrt.

## Schriften

### Prosa
- Terra Nova. Gedichte. Verlag Josef Knecht, Frankfurt am Main 1947.
- Proteus. Eine Dichtung. Verlag der Frankfurter Hefte, Frankfurt am Main 1948.
- Das Salz der Erde. Roman.[3] Verlag der Buchgemeinde, Bonn 1955.
- Rückkehr nach Reims. Erzählung. Verlag der Buchgemeinde, Bonn 1957.
- Meine Johanna. Roman. Verlag der Buchgemeinde, Bonn 1958.
- Schiller oder Der heroische Irrtum. Essay. Verlag der Buchgemeinde, Bonn 1959.
- Welt und Wirkung: Gedanken über Menschen, Christen, Deutsche. Aufsätze. Bibliotheca Christiana, Bonn 1961.
- Verhängnis und Verheißung: Papst Hadrian VI. – Der „Jesuitenstaat“ in Paraguay. Bibliotheca Christiana, Bonn 1963.
- Karl Wolfskehl. Symbolgestalt der deutsch-jüdischen Tragödie. Darmstädter Goethegesellschaft, Darmstadt 1964.
- Die gesellschaftliche Evolution der Menschheit. Bibliotheca Christiana, Bonn 1965.
- Personen und Stationen Deutschlands, Europas, der Welt zwischen 1789 und heute. Aufsätze. Bibliotheca Christiana, Bonn 1966.
- Monsieur Sans Gene. Roman eines Scharlatans. Cura Verlag, Wien 1966.
- Fortschritt zum Ursprung: Zur Geschichtsneurose des modernen Menschen. Otto Müller, Salzburg 1978, ISBN 3-7013-0571-4.
- Geschichte als Tradition – Geschichte als Fortschritt. In: Archiv für hessische Geschichte und Altertumskunde. Bd. 47 (1989), S. 401 f.

### Biographien
- Annette von Droste-Hülshoff in Selbstzeugnissen und Bilddokumenten. Rowohlt, Reinbek bei Hamburg 1967.
- Wilhelm von Humboldt in Selbstzeugnissen und Bilddokumenten. Rowohlt, Reinbek bei Hamburg 1970, ISBN 3-499-50161-9.
- Walther Rathenau: Seine Zeit, sein Werk, seine Persönlichkeit. Schünemann, Bremen 1970, ISBN 3-7961-3011-9 (Dissertation, Universität Köln).
- Matthias Claudius in Selbstzeugnissen und Bilddokumenten. Rowohlt, Reinbek bei Hamburg 1972, ISBN 3-499-50192-9.
- Metternich: Kutscher Europas, Arzt der Revolutionen. Musterschmidt, Göttingen 1973, ISBN 3-7881-0079-6.
- Konrad Adenauer: Konkursverwalter oder Erneuerer der Nation? Musterschmidt, Zürich 1975, ISBN 3-7881-0087-7.
- Die Stunde des Thomas Morus. Einer gegen die Macht. Walter, Olten/Freiburg im Breisgau 1978, ISBN 3-530-06150-6; Adamas, Köln 1998, ISBN 3-925746-78-1.
- Maria Theresia in Selbstzeugnissen und Bilddokumenten. Rowohlt, Reinbek bei Hamburg 1980, ISBN 3-499-50286-0.
- Opus Dei: Leben und Werk des Gründers Josemaría Escrivá. Müller, Salzburg 1983, ISBN 3-7013-0652-4; Adamas, Köln 2005, ISBN 3-925746-67-6.
- Walther Rathenau: Ein Leben zwischen Philosophie und Politik. Styria, Graz 1987, ISBN 3-222-11667-9.
- Petrus: Vom Fischer zum Stellvertreter. Langen-Müller, München 1991, ISBN 3-7844-2375-2; Adamas, Köln 1999, ISBN 3-925746-79-X.